# Maltrato a personas de la tercera edad
El maltrato a las personas de la tercera edad. (también llamado maltrato a las personas mayores, maltrato a los ancianos y maltrato a los adultos mayores) es "un solo, o repetido acto, o falta de acción apropiada, ocurriendo dentro de cualquier relación donde hay una expectativa de confianza, que causa daño o angustia a una persona mayor". Esta definición ha sido adoptada por la Organización Mundial de la Salud (OMS) a partir de una definición presentada por la Action on Elder Abuse en el Reino Unido. Las leyes que protegen a los ancianos del abuso son similares y están relacionadas con las leyes que protegen a los adultos dependientes del abuso.
Incluye daños por personas con las que la persona mayor conoce o tiene una relación, como un cónyuge, pareja o miembro de la familia, un amigo o vecino, o personas de las que la persona mayor confía para recibir servicios. Muchas formas de maltrato de ancianos son reconocidas como tipos de violencia doméstica o violencia familiar ya que son cometidas por miembros de la familia. También se sabe que los cuidadores pagados se aprovechan de sus pacientes ancianos.
Si bien hay una variedad de circunstancias consideradas maltrato de personas mayores, no incluye actividades delictivas propias contra personas mayores, tales como asaltos a domicilio, "atracos" en la calle o "robo con distracciones", donde un extraño distrae a una persona mayor en el umbral, mientras que otra persona ingresa a la propiedad para robar.
El maltrato de ancianos por parte de los cuidadores es un problema mundial. En el 2002, la OMS atrajo la atención internacional sobre el tema del maltrato a las personas mayores. A lo largo de los años, las agencias gubernamentales y los grupos de profesionales comunitarios, en todo el mundo, han especificado el maltrato a personas mayores como un problema social. En 2006, la Red Internacional para la Prevención del Abuso a los Ancianos (International Network for Prevention of Elder Abuse —INPEA—) designó el 15 de junio como el Día Mundial de Concientización sobre el Abuso a Ancianos (World Elder Abuse Awareness Day —WEAAD—) y un creciente número de eventos se llevan a cabo en todo el mundo para concienciar sobre el maltrato a las personas mayores. resaltar formas de desafiar tales abusos.

## Tipos
Aunque hay temas comunes de maltrato de personas mayores entre las naciones, también hay manifestaciones únicas basadas en la historia, la cultura, la fortaleza económica y las percepciones sociales de las personas mayores dentro de las mismas naciones. El denominador común fundamental es el uso de poder y control por parte de un individuo para afectar el bienestar y el estado de otro individuo más viejo.
Existen varios tipos de abuso de personas mayores que generalmente se consideran maltrato de ancianos, que incluyen:
- Físico: por ejemplo, golpear, puñetear, abofetear, quemar, empujar, patear, restringir, encarcelar o confinar en falso, o administrar medicamentos excesivos o incorrectos, así como retener el tratamiento y la medicación.
- Psicológico/Emocional: por ejemplo, humillar a una persona. Un tema común es un perpetrador que identifica algo que le importa a una persona mayor y luego lo utiliza para obligar a una persona mayor a una acción en particular. Puede tomar formas verbales, como gritar, insultar, ridiculizar, criticar constantemente, acusar, culpar, o formas no verbales, como ignorar, silenciar, rechazar o retirar el afecto.
- Financiero: también conocido como explotación financiera, que involucra la apropiación indebida de recursos financieros por parte de miembros de la familia, cuidadores o extraños, o el uso de medios financieros para controlar a la persona o facilitar otros tipos de abuso.
- Sexual: por ejemplo, forzar a una persona a participar en cualquier actividad sexual sin su consentimiento, lo que incluye obligarlo a participar en conversaciones de naturaleza sexual en contra de su voluntad; también puede incluir situaciones en las que la persona ya no puede dar su consentimiento (demencia).
- Negligencia: por ejemplo, privar a una persona de un tratamiento médico, alimentos, calefacción, ropa o consuelo o medicamentos esenciales y privar a una persona de los servicios necesarios para obligar a realizar ciertos tipos de acciones, financieras o de otro tipo. La negligencia puede incluir el dejar desatendido a una persona mayor en riesgo (es decir, riesgo de caídas). La negligencia puede incluir el dejar desatendido a una persona mayor en riesgo (es decir, riesgo de caídas).

Además, algunas leyes estatales de Estados Unidos también reconocen lo siguiente como maltrato de personas mayores:
- Abandono: abandonar a una persona dependiente con la intención de abandonarla o dejarla desatendida en un lugar durante el período de tiempo que pueda poner en peligro su salud o bienestar.[8] El maltrato de ancianos incluye desertar a una persona anciana y dependiente con la intención de abandonarlos o dejarlos solos en un lugar durante el período de tiempo que pueda poner en peligro su salud o bienestar.[8]
- Abuso de derechos: denegación de los derechos civiles y constitucionales de una persona que es mayor, pero que el tribunal no ha declarado como mentalmente incapacitado. Este es un aspecto del maltrato a las personas mayores que cada vez es más reconocido y adoptado por las naciones.
- Autonegligencia: cualquier persona que se descuide a sí misma al no preocuparse por su propia salud, bienestar o seguridad. El autodescuido (daño por uno mismo) se trata como conceptualmente diferente al abuso (daño por otros). El autodescuido mayor puede provocar enfermedades, lesiones o incluso la muerte. Las necesidades comunes que los adultos mayores pueden negarse a sí mismas o ignorar son las siguientes: sustento (alimento o agua); limpieza (baño e higiene personal); ropa adecuada para la protección del clima; refugio adecuado; seguridad adecuada; un entorno limpio y saludable; atención médica para enfermedades graves; medicamentos esenciales.[9] El autodescuido a menudo es creado por la disminución de la conciencia o capacidad mental de un individuo. Algunos adultos mayores pueden optar por negarse a sí mismos algunos beneficios de salud o seguridad, que pueden no ser negligentes. Ésta puede ser simplemente su elección personal. Los cuidadores y otras personas responsables deben cumplir estas opciones si el adulto mayor está sano de la mente. En otros casos, el adulto mayor puede carecer de los recursos necesarios, como resultado de la pobreza u otras condiciones sociales. Esto tampoco se considera "negligencia de uno mismo".[10]
- Maltrato institucional: se refiere a los daños físicos o psicológicos, así como a las violaciones de los derechos en entornos donde se brinda atención y asistencia a adultos mayores dependientes u otros.

## Señales de advertencia
La clave para la prevención e intervención del maltrato a personas mayores es la capacidad de reconocer los signos de advertencia de su aparición. Las señales de maltrato de ancianos difieren según el tipo de abuso que la víctima está sufriendo. Cada tipo de abuso tiene signos distintivos asociados con él.
- El maltrato físico puede detectarse mediante señales visibles en el cuerpo, como hematomas, cicatrices, esguinces o huesos rotos. Indicaciones más sutiles de abuso físico incluyen signos de restricción, como marcas de cuerda en la muñeca o anteojos rotos.[11]
- El maltrato emocional a menudo acompaña a los otros tipos de abuso y generalmente puede detectarse mediante cambios en la personalidad o el comportamiento. El anciano también puede mostrar un comportamiento que imita a la demencia, como mecerse o balbucear.[11]
- La explotación financiera es una forma más sutil de abuso, en comparación con otros tipos, y puede ser más difícil de notar. Los signos de explotación financiera incluyen retiros significativos de cuentas, pertenencias o dinero que falta en el hogar, facturas no pagadas y bienes o servicios innecesarios.[11]
- El abuso sexual, como el abuso físico, puede detectarse mediante señales visibles en el cuerpo, especialmente alrededor de los senos o el área genital. Otros signos incluyen infecciones inexplicables, sangrado y ropa interior rota.[11]
- El descuido es un tipo de abuso en el sentido de que puede ser infligido por el cuidador o por uno mismo. Los signos de negligencia incluyen desnutrición y deshidratación, falta de higiene, incumplimiento de un medicamento recetado y condiciones de vida inseguras.[11]

Además de observar los signos en el anciano, el abuso también se puede detectar al monitorear los cambios en el comportamiento del cuidador. Por ejemplo, el cuidador puede no permitirles hablar o recibir visitas, mostrar indiferencia o falta de afecto hacia el anciano, o referirse al anciano como "una carga". Los cuidadores que tienen un historial de abuso de sustancias o enfermedad mental son más propensos a cometer maltrato de ancianos que otras personas.
El abuso a veces puede ser sutil y, por lo tanto, difícil de detectar. De todos modos, las organizaciones de concienciación y la investigación aconsejan tomar en serio cualquier sospecha y abordar las inquietudes de forma adecuada e inmediata.

## Causas para la salud
Las causas para la salud del maltrato de ancianos son serias. El maltrato a personas mayores puede destruir la calidad de vida de una persona mayor en la forma de:
- Capacidades funcionales decrecientes.
- Mayor dependencia.
- Aumento de la sensación de impotencia.
- Mayor estrés.
- Empeoramiento de la decadencia psicológica.
- Mortalidad y morbilidad prematura.
- Depresión y demencia.
- Desnutrición.
- Úlceras por presión.
- Muerte.

El riesgo de muerte para los ancianos víctimas de abuso es tres veces mayor que para las personas que no son víctimas.

## Maltratadores comunes
Un abusador puede ser un cónyuge, pareja, pariente, amigo o vecino, trabajador voluntario, trabajador remunerado, practicante, abogado o cualquier otra persona con la intención de privar a una persona vulnerable de sus recursos. Los parientes incluyen hijos adultos y sus cónyuges o parejas, sus descendientes y otros miembros de la familia extendida. Los niños y los parientes vivos que tienen antecedentes de abuso de sustancias o han tenido otros problemas de la vida son motivo de especial preocupación. Por ejemplo, las personas abusivas de EFH tienen más probabilidades de ser parientes, crónicamente desempleados y dependientes de la persona mayor.
Los perpetradores de maltrato a personas mayores pueden incluir a cualquier persona en una posición de confianza, control o autoridad sobre el individuo. Las relaciones familiares, los vecinos y los amigos se consideran socialmente como relaciones de confianza, independientemente de que el adulto mayor realmente piense que las personas son "confiables". Algunos perpetradores pueden "preparar" a una persona mayor (hacerse amigo o construir una relación con ellos) para establecer una relación de confianza. Las personas mayores que viven solas y no tienen hijos adultos que vivan cerca son particularmente vulnerables a la "preparación" de vecinos y amigos que desean obtener el control de sus propiedades.
La mayoría de los abusadores son parientes, generalmente el cónyuge/pareja del adulto mayor o hijos e hijas, aunque el tipo de abuso difiere según la relación. En algunas situaciones, el abuso es "violencia doméstica envejecida", una situación en la que el comportamiento abusivo de un cónyuge o pareja continúa hasta la vejez.
En algunas situaciones, una pareja mayor puede intentar cuidarse y apoyarse entre sí y fracasar, en ausencia de apoyo externo. Con los hijos e hijas tiende a ser un abuso financiero, justificado por la creencia de que no es más que la "herencia anticipada" de la propiedad, los objetos de valor y el dinero.
Dentro de los ambientes de cuidado pagado, el abuso puede ocurrir por una variedad de razones. Un poco de abuso es el acto deliberado de crueldad infligido por un solo individuo sobre una persona mayor. De hecho, un estudio de caso en Canadá sugiere que las estadísticas de maltrato de personas mayores son de reincidentes que, al igual que en otras formas de abuso, practican el maltrato a mayores por el Schadenfreude asociado con el acto. Más comúnmente, los abusos o abandono institucional pueden reflejar falta de conocimiento, falta de capacitación, falta de apoyo o recursos insuficientes. El abuso institucional puede ser la consecuencia de prácticas o procesos comunes que forman parte del funcionamiento de una institución o servicio de atención. Algunas veces este tipo de abuso se conoce como "mala práctica", aunque este término refleja el motivo del perpetrador (la causalidad) más que el impacto sobre la persona mayor. Con el envejecimiento de la población actual, existe la posibilidad de que aumenten los malos tratos a las personas mayores a menos que se reconozca y aborde de manera más integral.

## Factores de riesgo
Hay varios factores de riesgo, que aumentan la probabilidad de que una persona mayor se convierta en una víctima de maltrato de ancianos. Dichos factores de riesgo para el maltrato de personas mayores incluyen a una persona mayor que:
- Tiene problemas de memoria (como la demencia).
- Tiene discapacidades físicas.
- Tiene depresión, soledad o falta de apoyo social.
- Abusa del alcohol u otras sustancias.
- Es verbal o físicamente combativo con el cuidador.
- Tiene una situación de vida compartida.

También existen varios factores de riesgo, que aumentan la probabilidad de que un cuidador participe en el maltrato a personas mayores. Dichos factores de riesgo para el maltrato de ancianos incluyen un cuidador que:
- Se siente abrumado o resentido.
- Tiene un historial de abuso de sustancias o antecedentes de abuso a otros.
- Depende de la persona mayor para la vivienda, finanzas u otras necesidades.
- Tiene problemas de salud mental.
- Está desempleado.
- Tiene antecedentes penales.
- Tiene una situación de vida compartida.

Los factores de riesgo también se pueden clasificar en niveles individuales, de relación, comunitarios y socioculturales. A nivel individual, los ancianos que tienen una salud física y mental deficiente corren un mayor riesgo. A nivel de relación, una situación de vida compartida es un gran factor de riesgo para los ancianos. Vivir en la misma área con el abusador es más probable que cause un abuso. En tercer lugar, a nivel de la comunidad, el aislamiento social es cubierto por los cuidadores. Además, algunos factores de riesgo socioculturales que pueden contribuir al maltrato a personas mayores son la representación de una persona mayor como débil y dependiente, la falta de fondos para pagar la atención, los hijos que abandonan a los padres ancianos y la destrucción de vínculos entre la generación de una familia.

## Investigación y estadísticas
Ha habido una falta general de datos confiables en esta área y, a menudo, se argumenta que la falta de datos es un reflejo de la baja prioridad otorgada al trabajo asociado con las personas mayores. Sin embargo, en la última década ha habido una creciente cantidad de investigaciones sobre la naturaleza y el alcance del maltrato de ancianos. La investigación aún varía considerablemente en las definiciones utilizadas, a quién se le pregunta y qué se pregunta. Como resultado, las estadísticas utilizadas en esta área varían considerablemente.
Un estudio sugiere que alrededor del 25% de los adultos mayores vulnerables reportarán abuso en el mes anterior, totalizando hasta un 6% de la población anciana en general. Sin embargo, algunos temas consistentes están empezando a surgir de la interacción con ancianos abusados, y a través de proyectos de investigación de pequeña y limitada escala. El trabajo realizado en Canadá sugiere que aproximadamente el 70% de los abusos a personas mayores se perpetra contra las mujeres y esto está respaldado por la evidencia de la línea de ayuda de AEA en el Reino Unido, que identifica a las mujeres como víctimas en el 67% de las llamadas. Además, la violencia doméstica en etapas posteriores de la vida puede ser una continuación del maltrato a largo plazo de la pareja y, en algunos casos, el abuso puede comenzar con la jubilación o la aparición de un problema de salud. Ciertamente, el abuso aumenta con la edad, con el 78% de las víctimas mayores de 70 años. Un metaanálisis informó recientemente de una tasa de prevalencia promedio estimada de abuso y negligencia del 27,3% en mujeres mayores de áreas rurales y remotas de 17 países.
La mayor proporción de homicidios conyugales apoya la sugerencia de que el maltrato de mujeres mayores a menudo es una continuación del abuso conyugal a largo plazo contra las mujeres. Por el contrario, el riesgo de homicidio para hombres mayores era mucho mayor fuera de la familia que dentro. Este es un punto importante porque a menudo no se reconoce la violencia doméstica de las personas mayores y, consecuentemente, las estrategias que han demostrado ser efectivas dentro del ámbito de la violencia doméstica no se han transferido rutinariamente a circunstancias que involucran el abuso familiar de personas mayores.
Según la línea de ayuda de AEA en el Reino Unido, el abuso ocurre principalmente en el hogar familiar (64%), seguido de la atención residencial (23%) y luego hospitales (5%), aunque una línea de ayuda no proporciona necesariamente un reflejo real de tal situaciones ya que se basa en la capacidad física y mental de las personas para utilizar dicho recurso.
La investigación llevada a cabo en Nueva Zelanda respalda ampliamente los hallazgos anteriores, con algunas variaciones. De 1288 casos en 2002-2004, 1201 individuos, 42 parejas y 45 grupos fueron encontrados abusados. De estos, el 70% eran mujeres. El maltrato psicológico (59%), seguido por el abuso material/financiero (42%) y el maltrato físico (12%) fueron los tipos de maltratos identificados con mayor frecuencia. El abuso sexual ocurrió en el 2% de los casos informados. La Age Concern New Zealand descubrió que la mayoría de los abusadores son miembros de la familia (70%), más comúnmente hijos e hijas (40%). Los abusadores mayores (mayores de 65 años) son más propensos a ser maridos.
En el 2007, se notificaron 4766 casos de sospecha de abuso, negligencia o explotación financiera en adultos mayores, un aumento del 9% con respecto al 2006. 19 incidentes estuvieron relacionados con una muerte y un total de 303 incidentes se consideraron peligrosos para la vida. Aproximadamente 1 de cada 11 incidentes involucró una situación mortal o fatal.
En el 2012, el estudio titulado Explotación financiera pura contra explotación híbrida junto con abuso físico y/o descuido de personas mayores, por Shelly L. Jackson y Thomas L. Hafemeister llamó la atención sobre el abuso híbrido que pueden experimentar las personas mayores. Este estudio reveló que las víctimas de la explotación financiera híbrida o EFH perdieron un promedio de $ 185 574, un rango de $ 20- $ 750 000.
Para contrarrestar el maltrato y la soledad en personas de la tercera edad, uno de los métodos utilizados es el de las visitas a domicilio hechas por asistentes sociales. Estas buscan ser una atención preventiva para disminuir factores de riesgo en adultos mayores. En una revisión de 64 casos de estudio hechos por Campbell Collaboration en su mayoría en Estados Unidos y Reino Unido, se ha concluido las visitas a domicilio no reducen de manera significativa la mortalidad y morbilidad de los adultos mayores.
Para la detección del maltrato sutil se ha desarrollado una escala de buenas prácticas aplicada a profesionales de residencias de personas mayores, basada en el modelo de Kayser-Jones que incluye cuatro subescalas: personalización, humanización, no victimización y no infantilización.El uso de esta escala permitirá a los profesionales detectar y desarrollar programas de concienciación e intervención que promuevan las buenas prácticas a personas mayores en instituciones. La formación de profesionales y la organización de las instituciones en la promoción de buenas prácticas son puntos clave para la prevención del maltrato a personas mayores, así como para garantizar la calidad de vida tanto de las personas mayores como de los profesionales.

### Barreras para obtener estadísticas
Varias condiciones dificultan que los investigadores obtengan estadísticas precisas sobre el maltrato a personas mayores. Los investigadores pueden tener dificultades para obtener estadísticas exactas de maltrato de ancianos por las siguientes razones:
- El maltrato de ancianos es en gran medida un problema oculto y tiende a cometerse en la intimidad del hogar de la persona mayor, principalmente por parte de los miembros de su familia.[27]
- Las víctimas mayores de maltrato a menudo no están dispuestas a denunciar su abuso por temor a la incredulidad de otras personas, miedo a la pérdida de independencia, miedo a ser institucionalizadas, miedo a perder su único apoyo social (especialmente si el perpetrador es un pariente) y miedo a ser sujeto a futuras represalias por parte del / de los perpetrador(es).[28][29][30][31]
- El deterioro cognitivo y la mala salud de las víctimas de maltrato de ancianos pueden evitar que denuncien su abuso.[32]
- Falta de capacitación adecuada de los proveedores de servicios, tales como trabajadores sociales, agentes del orden público, enfermeras, etc., sobre el maltrato a personas mayores, por lo tanto, el número de casos reportados tiende a ser bajo.[33]
- La naturaleza subjetiva del maltrato de ancianos, que depende en gran medida de la interpretación de uno.[34]
- Otra razón por la cual hay una falta de estadísticas precisas es el debate sobre si incluir el descuido o no. Muchos no están seguros de si debe incluirse, ya que no involucra a otra persona como abusador. Aquellos que se oponen a la inclusión de la autoabandono hacen la afirmación de que es una forma diferente de maltrato y, por lo tanto, no debe incluirse en las estadísticas. Debido a esta discrepancia y las otras mencionadas anteriormente, es difícil obtener datos precisos sobre el maltrato de los ancianos.[35]

## Prevención

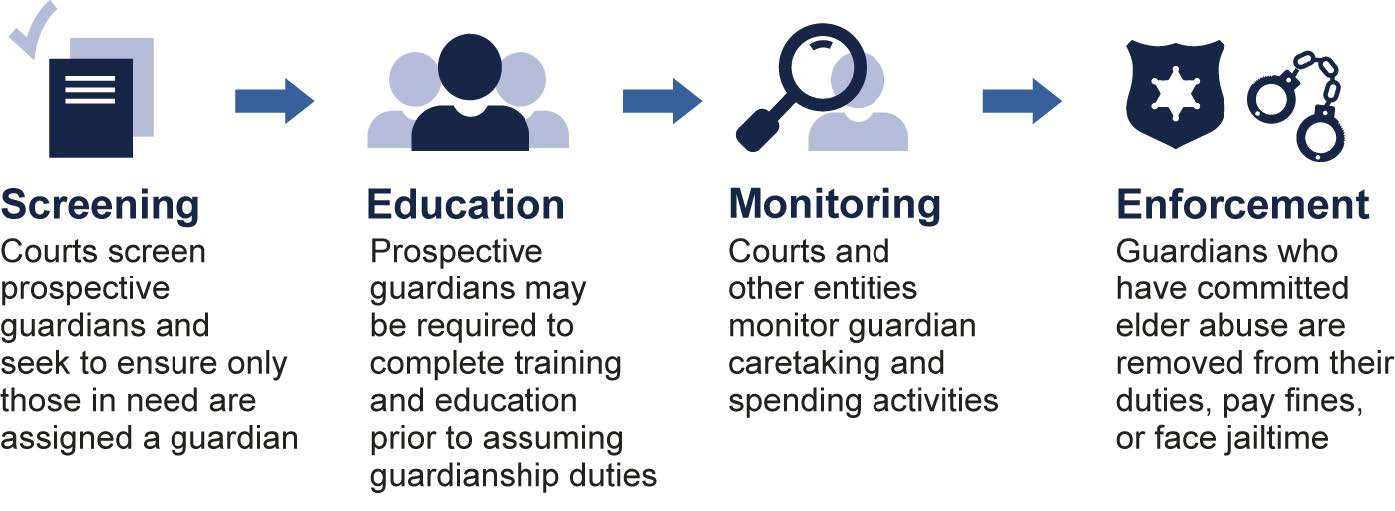
Gráfico que representa las medidas de protección tomadas para prevenir el maltrato a personas mayores, de la Government Accountability Office.

Los médicos, las enfermeras y el resto del personal médico pueden desempeñar un papel vital para ayudar a las víctimas de maltrato de personas mayores. Los estudios han demostrado que las personas mayores, en promedio, hacen 13,9 visitas por año a un médico. Aunque ha habido un aumento en la conciencia del maltrato a personas mayores a lo largo de los años, los médicos tienden a informar solo el 2% de los casos de maltrato de ancianos. Las razones de la falta de informes de los médicos incluyen la falta de conocimiento actual sobre las leyes estatales sobre el maltrato de ancianos, la preocupación por enojar al abusador y arruinar la relación con el paciente anciano, posibles comparecencias ante el tribunal, falta de cooperación de pacientes de edad avanzada o familias. y falta de tiempo y reembolso. A través de la educación y la capacitación sobre el maltrato a personas mayores, los profesionales de la salud pueden ayudar mejor a las víctimas de maltrato de ancianos.
Educar y capacitar a quienes trabajan en el sistema de justicia penal, como la policía, los fiscales y el poder judicial, sobre el maltrato a personas mayores, así como una mayor legislación para proteger a los ancianos, también ayudará a minimizar el abuso a los ancianos y también proporcionará una mejor asistencia a las víctimas de abuso.
Además, la participación de la comunidad en la respuesta al maltrato a personas mayores puede contribuir a la seguridad de las personas mayores. Las comunidades pueden desarrollar programas que se estructuran en torno a satisfacer las necesidades de las personas mayores. Por ejemplo, varias comunidades en Estados Unidos han creado Equipos Especializados en Abuso Financiero, que son grupos multidisciplinarios compuestos por profesionales públicos y privados que ofrecen voluntariamente su tiempo para asesorar a Servicios de Protección para Adultos, autoridades policiales y privadas abogados en asuntos de abuso financiero de adultos vulnerables.

## Lectura adicional
- Nerenberg, Lisa Elder Abuse Prevention: Emerging Trends and Promising Strategies (2007).